# Lucas Claerbout
Lucas Claerbout, né le 22 octobre 1992 à Bordeaux, est un joueur français de badminton. Licencié à l'Union Sportive Talence Badminton (UST Badminton), il fait partie du pôle d'entrainement de l'INSEP. Après avoir échoué à trois reprises en finale, en 2014 face à Brice Leverdez et en 2016 et 2017 contre Lucas Corvée, il est sacré champion de France de badminton en 2018, à Voiron, au terme d'un match l'opposant à Toma Junior Popov.

## Palmarès

### Palmarès BWF
| Année | Adversaire              | Tournoi       | Score.       | Résultat  |
| ----- | ----------------------- | ------------- | ------------ | --------- |
| 2018  | International d'Estonie | Jacob Nilsson | 21-16, 21-06 | Vainqueur |